# Mitteldeutsche Schleife
Als Mitteldeutsche Schleife wird der Doppel-Autobahnring um Halle und Leipzig bezeichnet. Sie umfasst Teile der Autobahnen 9, 14 und 38, sowie die kurze 143 (im Bau).
Sie besteht zum einen aus dem Autobahnring um Leipzig, der von drei Autobahnen gebildet wird: Im Süden verläuft von West nach Ost die in diesem Abschnitt 38 km lange A 38 vom Kreuz Rippachtal über das Kreuz Leipzig-Süd zum Dreieck Parthenaue. Die A 14 folgt über 32 km in Südost-Nordwest-Richtung nordöstlich an Leipzig vorbei vom Dreieck Parthenaue bis zum Schkeuditzer Kreuz. Die A 9, in diesem Abschnitt 24 km lang, verläuft in Nord-Süd-Richtung vom Schkeuditzer Kreuz bis zum Kreuz Rippachtal westlich an Leipzig vorbei.
Der um Halle liegende, größere Autobahnring wird von vier Autobahnen gebildet. Ausgehend von der A 9 (Nord-Süd-Richtung) vom Schkeuditzer Kreuz bis zum Kreuz Rippachtal schließt sich daran der 26 km lange Abschnitt der A 38 (Ost-West-Richtung) zwischen Kreuz Rippachtal und Dreieck Halle-Süd an, dem die A 143 (Süd-Nord-Richtung) zwischen Dreieck Halle-Süd und Dreieck Halle-Nord folgt, wovon jedoch erst 9 km bis zur Anschlussstelle Halle-Neustadt befahrbar sind. Vom geplanten Dreieck Halle-Nord führt die A 14 auf 29 Kilometern zum Schkeuditzer Kreuz.
Die Autobahnen sind bzw. werden wie folgt ausgebaut:
|       | Abschnitt                              | Ausbaugrad    | aktuelle Bautätigkeit                        |
| ----- | -------------------------------------- | ------------- | -------------------------------------------- |
| A 14  | Dreieck Halle-Nord – Halle/Peißen      | vierstreifig  | fertiggestellt                               |
| A 14  | Halle/Peißen – Leipzig-Ost             | sechsstreifig | fertiggestellt                               |
| A 14  | Leipzig-Ost – Dreieck Parthenaue       | vierstreifig  | sechsstreifiger Ausbau in Planung            |
| A 143 | Dreieck Halle-Süd – Halle-Neustadt     | vierstreifig  | fertiggestellt                               |
| A 143 | Halle-Neustadt – Dreieck Halle-Nord    | vierstreifig  | in Bau – Inbetriebnahme frühestens Ende 2027 |
| A 38  | Dreieck Halle-Süd – Dreieck Parthenaue | vierstreifig  | fertiggestellt                               |
| A 9   | Schkeuditzer Kreuz – Kreuz Rippachtal  | sechsstreifig | fertiggestellt                               |

Die Anschlussstellen Halle/Peißen, Leipzig-Mitte, Leipzig-Messegelände, Leipzig-West sowie das Kreuz Leipzig-Süd sind als Kleeblatt ausgebaut.
Ende des Jahres 2003 veranstaltete der Mitteldeutsche Rundfunk einen Namenswettbewerb für diese Konstruktion, an welchem sich über 6.000 Hörer des Radiosenders beteiligten. Dabei gewann – passend zum Namen des Senders – der Vorschlag Mitteldeutsche Schleife.